# Rodrigo Rosenberg
Rodrigo Rosenberg Marzano (Ciudad de Guatemala, 28 de noviembre de 1960 - ibídem, 10 de mayo de 2009) fue un abogado guatemalteco. Su homicidio creó polémica al revelarse un vídeo póstumo acusando que en caso de ser asesinado, los responsables de su muerte serían Gustavo Alejos, secretario privado de la Presidencia de Guatemala, Gregorio Valdés, Sandra Torres de Colom, la primera dama, y Álvaro Colom, Presidente de Guatemala. En enero de 2010, la Comisión Internacional contra la Impunidad en Guatemala actuando por mandato de la Organización de las Naciones Unidas y dirigida por el fiscal español Carlos Castresana llegó a la conclusión de que el mismo Rosenberg fue realmente quien planeó su propio asesinato; Carlos Castresana, jefe de la CICIG en ese momento, enfatizó que era únicamente una hipótesis provisional, mientras que los hermanos José y Francisco Valdés Paiz, familiares de la exesposa del abogado fallecido, fueron hallados culpables en grado de complicidad en un juicio realizado a puerta cerrada.
En julio de 2013, dos testigos claves involucrados en los tres asesinatos -de Marjorie y Khalil Musa y del mismo Rosenberg- Mario Luis Paz Mejía y Manuel Cardona Medina, confesaron que habían sido presionados por los investigadores del Ministerio Público de Guatemala y la Comisión contra la impunidad en Guatemala, la CICIG, a dar una versión falsa sobre el involucramiento de los hermanos Francisco y Estuardo Valdés Páiz, familiares de la exesposa de Rosenberg, y quienes habían sido acusados por colaborar sin saberlo con Rosenberg en la planificación de su propio asesinato. Paz, muy debilitado por el supuesto SIDA que padecía, indicó en 2013 que no conocía a los hermanos Valdés Páiz y que había intentado dar su declaración desde que la Corte de Constitucionalidad había ordenado que se escuchara su testimonio en julio del 2011, pero alegó que no lo había hecho porque «una serie de acciones legales interrumpieron el proceso».

## Educación
Rodrigo Rosenberg se graduó con honores por su alto rendimiento académico en la Universidad Rafael Landívar en Guatemala. Obtuvo su primer título de Maestría en Derecho Internacional y Derecho Comparado de la Universidad de Cambridge, Reino Unido, y una segunda maestría en Derecho Comercial y el Derecho Internacional de la Universidad de Harvard.
Tenía más de veintiún años de experiencia como abogado. Su negocio se centró en las prácticas comerciales, Corporativo, Internacional, Marcas, Constitucional, Tributario y Derecho Procesal. Fue una parte del personal jurídico de la Firma de Abogados Rodríguez, Archila, Castellanos, Solares & Aguilar. Luego, fue nombrado Vicedecano de la Facultad de Derecho en la Universidad Rafael Landívar. Además, fue Presidente de la Junta de Directores de la Fundación CENAC (Centro de Arbitraje y Mediación) y miembro del Colegio de Abogados de Guatemala.

## Muerte
Rosenberg fue asesinado a tiros el domingo 10 de mayo de 2009, mientras se ejercitaba en bicicleta cerca de su casa en la zona 14 Ciudad de Guatemala. En un vídeo póstumo grabado por el abogado, afirmó que Álvaro Colom en ese momento Presidente de Guatemala, sería el responsable en caso de él ser asesinado. «Si usted está viendo este mensaje», dice Rosenberg en el vídeo, «es porque fui asesinado por el presidente Álvaro Colom, con la ayuda de Gustavo Alejos», el secretario privado del presidente. Estas declaraciones desencadenaron una crisis institucional conocida en Guatemala como el Caso Rosenberg que inicialmente colocó al gobierno guatemalteco en una situación comprometida.

## Se inicia el caso Rosenberg: Reacciones al video
La polémica escaló en la mañana del martes 12 de mayo de 2009, cuando se vio el fiscal general y jefe del Ministerio Público Amílcar Velásquez, a cargo de la investigación, saliendo de la residencia privada del presidente Álvaro Colom. Tras su encuentro, las dos partes presentaron información contradictoria con respecto a sus motivaciones para una pronta reunión, que a su vez planteó mayor escepticismo entre los guatemaltecos al respecto de la imparcialidad de la Oficina del Fiscal. El mismo día, el presidente Álvaro Colom apareció en la televisión nacional para rechazar todas las acusaciones y pidió que una comisión de las Naciones Unidas y del Federal Bureau of Investigations -FBI- de los Estados Unidos investigaran el caso.
La siguiente entrevista del presidente fue con la cadena estadounidense CNN en Español, en la que Álvaro Colom afirmó que todo lo que decía en el vídeo el fallecido Rodrigo Rosenberg era completamente falso. El mismo día, los informes de la Comisión Internacional contra la Impunidad en Guatemala (CICIG) validaron la autenticidad del vídeo, no así de las declaraciones vertidas en él. Al día siguiente, el 13 de mayo, el entonces embajador de los Estados Unidos en Guatemala, Stephen G. McFarland, afirmó que personal del FBI había llegado al país centroamericano para ayudar en la investigación.

## Investigación
El martes 12 de enero de 2010, la Comisión Internacional contra la Impunidad en Guatemala (CICIG), liderada por Carlos Castresana, concluyó, basado en evidencia circunstancial, que Rodrigo Rosenberg se había mandado a matar. A los nueve meses, el 22 de septiembre de 2010, varios miembros de la banda y familiares de la gente arrestada por haber asesinado a Rosenberg fueron también arrestados por participar en el asesinato de Khalil y Marjorie Musa, los clientes de Rodrigo Rosenberg, quienes habían sido asesinados tres semanas antes que la muerte de Rosenberg.
La pesquisa, que contó con la participación de trescientos funcionarios de once países y que requirió, entre otros esfuerzos, el análisis de cien mil llamadas telefónicas y la intercepción de catorce teléfonos, fue detallada por Castresana, quien presentó tomas de video, fotos, diagramas y documentos para sustentar sus conclusiones.
Aseguró que además de una decena de autores materiales y la participación de dos intermediarios, se logró confirmar la participación de dos autores intelectuales, los empresarios Francisco José y José Estuardo Valdés Paiz, primos de la primera esposa de malogrado jurista, con quienes tenía una relación muy cercana. Rosenberg no sólo planeó el crimen -supuestamente sin decir a nadie que él mismo sería la víctima, sino indicando que deseaba eliminar a alguien que lo estaba extorsionando- sino fue quien mandó comprar los teléfonos celulares con los cuales mantuvo comunicación con los asesinos materiales, y obtuvo de una transferencia bancaria desde Panamá los cuarenta mil dólares que se usarían para pagar por el hecho.
Castresana calificó a Rosenberg como “una persona honorable” y dijo que él sabía lo que hacía, y que estaba convencido de lo que explicó en su video divulgado horas después del crimen. Asimismo, la Comisión concluyó en que no hubo una conspiración política contra el presidente Álvaro Colom, y determinó que el video había sido producido por el periodista Mario David García Velásquez y Luis Mendizábal.
No todos estuvieron de acuerdo con la apreciación de la CICIG de que Rodrigo Rosenberg se mandó a ultimar y presentaron evidencia que supuestamente contradecía o vulneraba muchos de los puntos principales de la hipótesis presentada por la CICIG, o hacía surgir nuevas preguntas.

### Luis López Florián: hombre de confianza de Rosenberg
Luis López Florián había sido piloto y guardaespaldas de Rosenberg, e incluso fue su representante en negocios como Landosa Digital, S.A. Después de no poder negar que compró el primer teléfono celular -porque lo filmaron y le encontraron un recibo de la tienda con su nombre- López Florián dijo que había comprado un segundo teléfono en un lugar diferente, que no tenía su nombre registrado, que entonces pensó que había entregado a los hermanos Valdés. Este fue el teléfono que operó en la inmediación de Rosenberg cuando primero se compró y más tarde en los alrededores del intermediario, Cardona Medina, y que supuestamente se le entregó por medio del jefe de seguridad de los Valdés, un hombre que jamás ha aparecido. La CICIG no mencionó si el teléfono fue encontrado entre las pertenencias de Cardona Medina, únicamente que operó en su cercanía.
Se hicieron anotaciones en las cuentas de Rosenberg por la compra de los teléfonos, y se insinuó que posiblemente fue la secretaria de Rosenberg quien las escribió; por otra parte, los recibos del consumidor no fueron presentados como prueba, únicamente los de la tienda, y solo uno tenía el nombre de López Florián. Durante esta parte de la investigación había más de 300 policías involucrados en el caso, casi una docena de personas del Ministerio Público, y varios investigadores de la CICIG, quienes en algún momento tuvieron acceso a los documentos, especialmente antes que la teoría del suicidio se solidificara, nueve meses después del asesinato y cuatro meses después de capturados los autores materiales.
Rodrigo Rosenberg habló por celular con López Florián dos minutos antes de salir de su apartamento en la mañana en que ocurrió su asesinato, y le dijo que iba a salir a dar una vuelta en bicicleta. Es en ese momento que los sicarios reciben información sobre su objetivo, «el venado», quien fue inmolado diez minutos más tarde. La CICIG argumentó que esa información fue dada por el mismo Rosenberg, pero no presentó prueba más allá del testimonio de los expertos en telecomunicaciones sobre su supuesta ubicación esa mañana. El teléfono en sí jamás fue presentado como evidencia.

### Mario Paz Mejía: colaborador eficaz
Mario Paz Mejía, era un policía activo que al momento del asesinato tenía nexos con altas esferas de la PNC, y fue una de las personas originalmente capturadas y acusadas del asesinato en octubre de 2009; su versión habría sido corroborada por el resto de los miembros de la banda que participó en el asesinato. Paz Mejía fue dejado en libertad por haber colaborado con las autoridades y declarar que los hermanos José y Francisco Valdés Paiz, parientes de la exesposa de Rodrigo Rosenberg, fueron los autores intelectuales en el asesinato de Rosenberg.
De acuerdo con Lucas Josué Santiago López, otro de los arrestados y quien carecía de antecedentes penales en ese momento, Paz Mejía amenazó y ofreció dinero a su familia, para obligarlo a decir que él, Santiago López, había disparado contra Rosenberg. De acuerdo a Santiago López, en realidad quien disparó habría sido Paz Mejía, pero su testimonio en la corte fue ignorado y su sentencia aumentada a treinta y ocho años de prisión por no colaborar con las autoridades.
Lo que sorprendió a la opinión pública en ese momento fue la liberación de Paz Mejía, a pesar de la garantía dada por el fiscal Castresana de que nadie quedaría libre y que sólo reducirían la condena a los colaboradores eficaces; es más, la evidencia de su participación en el asesinato de los clientes de Rodrigo Rosenberg, Khalil y Marjorie Musa, lo comprometió y fue capturado nuevamente. En las declaraciones de este caso, se determinó que Santiago López fue, una vez más, el que hizo los disparos contra los Musa. En un artículo publicado sobre Rosenberg en el periódico sensacionalista estadounidense The New Yorker el escritor David Grann indicó que Rosenberg estuvo estudiando un video donde se muestra el asesinato de los Musa.

### Intento de compra de testigo por parte del Ministro de Gobernación
El 12 de enero de 2010, Carlos Castresana explicó que el entonces ministro de gobernación, Salvador Gándara, presentó a Ovidio Batz Tax como testigo en las investigaciones, pero después de las averiguaciones se estableció que todo lo dicho por esa persona era falso. Castresana dijo que en la CICIG sabían que el exministro le había pagado cinco mil quetzales y que a los periodistas que cubrieron la entrevista les entregó una cantidad en sobres para que no lo fotografiaran a él ni al helicóptero que usó.
Investigadores también establecieron que dos de los sicarios que participaron en el asesinato de Rosenberg llegaban constantemente al Ministerio de Gobernación a reunirse con un agente de la policía; la CICIG entonces efectuó un allanamiento en esa cartera, y estableció que los expolicías William Santos Divas y Carlos Humberto Aragón Cardona trataban de obtener detalles acerca de operativos, para cometer acciones ilegales en complicidad con otros agentes.

### Cheque de Luis Alejos, exministro de Comunicaciones
La CICIG informó que desde Panamá llegó el día 11 de mayo de 2009 al bufete de Rosenberg un cheque por cuarenta mil dólares de la financiera Durling & Durling, firmado por Luis Alejos, entonces Ministro de Comunicaciones, y quien renunciara a su cargo el 16 de junio de ese año. Alejos explicaría más tarde que se trataba de una deuda contraída por él con Rosenberg, de quien era socio. Rosenberg había dejado instrucciones a su secretaria para que entregara el cheque a Francisco Valdés Paiz -supuestamente para pagar a los sicarios-. Habiendo estado el 11 de mayo en el entierro de Rosenberg, la secretaria lo recibió y entregó el 12. Valdés lo tuvo en sus manos el 13 de mayo y, atemorizado, lo habría destruido y pagado a los sicarios «con dinero de su empresa».
A criterio de la CICIG, los hermanos Valdés Paiz se prestaron para planificar la muerte de «alguien», sin saber que se trataba de Rosenberg, por lo que fueron sindicados de asesinato.

### Captura de los autores materiales
El 24 de mayo de 2010 la Fiscalía Especial para la CICIG señaló a William Gilberto Santos Divas, Miguel de Jesús Ordóñez Barrios, José Armando Ruano Gaitán, Balmore Guzmán Orellana, Jesús Manuel Cardona Medina, Lucas Josué Santiago López, Samuel Girón Cóbar, Edwin Idelmo López y Byron Estuardo Santos Divas de ser los autores materiales del crimen de Rosenberg, luego de que Carlos Humberto Aragón Cardona se acogiera a la figura de colaborador eficaz para obtener un beneficio judicial y Mario Luis Paz Mejía, lograra su libertad de la misma forma una semana antes.
La Fiscalía escuchó los teléfonos del grupo del 8 de agosto al 22 de septiembre del 2009 lo que le permitió oír conversaciones que comprobaban los nexos de los integrantes con agentes de la Policía Nacional Civil, los sobornos que les entregaban a éstos y la planificación de diversos hechos delictivos. También interceptaron los mensajes de texto, ya que de esa forma se informaban de los hechos delictivos que estaban cometiendo, reclamaban sus pagos y enviaban sus números de cuenta para que les depositaran el producto de sus fechorías.
Esta organización, que mantenía poder en al menos cuatro departamentos, era una de las más cotizadas en acciones de sicariato en Guatemala, por el que cobraran alrededor de trescientos cincuenta mil quetzales. Después del asesinato de Rosenberg, esta banda siguió cometiendo varios delitos, entre los cuales se cuentan secuestros, robos y apropiación de cargamentos. El 8 de septiembre del 2009, la Fiscalía escuchó una conversación en que Santos Divas fue advertido por otro integrante del grupo de que López había redactado un documento en el cual relataba el crimen de Rosenberg y se lo dejó a un general del Ejército que lo haría público si algo le sucedía -aunque no especifica si fue Lucas Santiago López o Edwin Idelm López.

### Los hermanos Valdés Paiz
De acuerdo a las investigaciones de la CICIG, Rosenberg había planeado su propia muerte; contrató a sicarios para que lo ejecutaran pidiéndole a sus familiares, los hermanos Valdés Piaz, que les pagaran para matar a alguien que supuestamente lo estaba extorsionando. Los primos lo hicieron y de esa manera quedaron implicados en el delito, aunque sin saber que la víctima sería el propio Rosenberg.
El descubrimiento de los autores intelectuales, ocurrió gracias a un número telefónico que se encontraba en la memoria de uno o más de los teléfonos confiscados del intermediario del grupo, Jesús Manuel Cardona Medina -alias Memín y primo de uno de los miembros de la banda de sicarios-. El número correspondía a un teléfono celular que le pertenecía a la compañía de los hermanos Francisco y Estuardo Valdés Paiz, familiares de la exesposa de Rosenberg. El teléfono fue utilizado por Nelson Wilfredo Santos Estrada, el jefe de seguridad de los Valdés, quien no se presentó para atestiguar en el caso.[cita requerida]
Los hermanos Valdés fueron acusados de homicidio por complicidad en el asesinato de Rosenberg y luego de estar prófugos por unos meses se entregaron a las autoridades en junio de 2009 y fueron remitidos al cuartel de Matamoros, en donde guardaron prisión junto con el expresidente Alfonso Portillo. El enlace principal entre ellos y los asesinos materiales fue el testimonio, de acuerdo con la CICIG, de diez de los miembros de la banda de sicarios, quienes los acusaron de ser los autores intelectuales. El empresario Diego Moreno Botrán -cuñado de los Valdés Paiz- también se entregó a las autoridades, por ser sospechoso de haber ocultado información sobre el paradero de Francisco y Estuardo Valdés Paiz, y fue remitido también a Matamoros. Por su parte, Juan Miguel Fuxet -asistente de gerencia de los laboratorios Lanquetin, propiedad de los Valdés Paiz-, y Rodolfo Ibarra -relacionista de dicha empresa- quedarton detenidos en el Preventivo para Varones de la zona 18.
Otra de las órdenes de detención fue contra Diego Moreno Botrán por el encubrimiento que hicieron del asesinato de Rodrigo Rosenberg, quien habría actuado con Alejandra Moreno Botrán de Valdés, esposa de José Estuardo Valdés Paiz. El tercer hermano, José Manuel Moreno Botrán también fue señalado por la CICIG y fue director de Aeronáutica Civil durante el gobierno de Óscar Berger. De acuerdo con lo denunciado por Castresana, Diego Moreno Botrán, por medio de su hermano José Manuel, lograron que el fiscal general electo en 2009, Conrado Reyes Sagastume, contratara como jefe de Seguridad del Ministerio Público, al militar Juan Roberto Garrido, quien había sido jefe de Seguridad del aeropuerto La Aurora durante la gestión de Moreno Botrán y durante cuya administración ocurrieron estos tres hechos significativos:
- el robo de US$8.6 millones en el aeropuerto, y en el que se involucró a militares y altos funcionarios públicos
- se intensificó el tráfico de ilegales y el contrabando
- el asesinato del técnico de control de vuelo José Emmanuel Méndez Dardón, por la denuncias que hizo de los negocios ilícitos que ocurrían en la administración de Moreno.[34]

En agosto de 2010, la justicia guatemalteca aceptó a Juan Miguel Fuxet como colaborador eficaz, luego que el procesado reconociera su participación en la estrategia para desvirtuar la acusación hecha por la Comisión Internacional Contra la Impunidad en Guatemala, contra de los hermanos Francisco José y José Estuardo Valdés Paiz. En su segundo intento por recuperar su libertad, Fuxet, recibió el beneficio por su declaración. Asimismo, la juzgadora le eliminó los delitos de colusión, conspiración para la colusión y le condenó a dos años de cárcel por el delito de obstrucción a la justicia, sin embargo por petición de la Fiscalía Especial para la CICIG, se le suspendió la pena y ordenó su inmediata libertad. Por su parte, Rodolfo Ibarra continuó en prisión.

### Nexos con el caso Musa
María Encarnación Mejía, fiscal general interina de la CICIG, reportó en septiembre de 2010, que siete de los once acusados en el asesinato de Marjorie y Khalil Musa participaron en el asesinato de Rodrigo Rosenberg; dijo que eran integrantes de una estructura delictiva conformada por dos grupos que operaban en Guatemala y Escuintla, y que habrían sido contratados para asesinar a los Musa. Mejía no determinó quiénes podrían ser los autores intelectuales ni cuál es el móvil del crimen. Sin embargo, especificó que las capturas se realizaron luego de un proceso de investigación en el que encontraron evidencias técnicas y testimoniales que vinculan a los acusados al caso. 
Entre los detenidos se encontraba Mario Luis Paz Mejía, quien estaba libre luego de ser colaborador eficaz en la investigación del crimen de Rodrigo Rosenberg. El sindicado fue detenido en la sede de la Fiscalía Especial de la CICIG tras ser citado para declarar sobre el caso Musa y luego fue trasladado a la Brigada Militar Mariscal Zavala. Según las investigaciones, el procesado condujo en su vehículo a los supuestos ejecutores de los Musa. Paz Mejía aseguró no tener conocimiento del asesinato de los empresarios, únicamente de Rosenberg.

### ¿Investigación comprometida?
Aproximadamente media hora antes que Rosenberg salió de su apartamento hacia su muerte, una persona que salió a caminar vio un hombre sentado en la orilla donde Rosenberg pronto moriría. El hombre vestía un traje. La persona llamó y reportó el hecho a pocos minutos de haberlo visto, pero el reporte fue ignorado y jamás salió en la investigación. 
La CICIG, sin embargo, estuvo en la escena del crimen, junto con el viceministro de Gobernación, poco después de su muerte, cuando su cuerpo yacía todavía in situ. Uno de los ministros más importantes del gobierno y una comisión internacional de Naciones Unidas, investigando lo que no tenía porqué haber sido más que uno de quince asesinatos diarios en Guatemala. El video que lo lanzó a fama nacional e internacional no saldría sino hasta el día siguiente.
Encargada de la investigación estaba Claudia Muñoz, cuya hija era la novia del vocero presidencial del Gobierno de Álvaro Colom, quien fue citada a la Casa Presidencial, donde dijo haberse reunido con Gustavo Alejos, el día que salió el video. El yerno de Muñoz acusó a ésta de acoso y amenazas de muerte.

### Los colaboradores eficaces se retractan
En julio de 2013, Mario Luis Paz Mejía, uno de los acusados y condenados en el asesinato de los Musa y de Rosenberg, una vez más cambió su testimonio, absolviendo a los hermanos Valdés Paiz de implicación en el asesinato de Rodrigo Rosenberg.
Paz Mejía declaró: “Los hermanos Paiz no tienen nada que ver en esto, nunca los vi, nunca llegaron.” También declaró que Rubén Herrera, fiscal, le hizo todo tipo de ofertas para que declarara en contra de los hermanos Valdés Paiz, y le enseñaron además fotografías de la prensa para ayudar a implicarlos. "César Calderón, abogado de los acusados, preguntó a Paz Mejía qué le ofrecieron los fiscales, y este respondió que seguridad y Q50 mil." Francisco Capuano, defensor de los Valdés Paiz, preguntó al testigo quién más lo había presionado para que testificara en 2010, pero este, en lugar de responder buscó con la mirada y señaló con su índice derecho al abogado Luis Orozco, mandatario de la Comisión Internacional Contra la Impunidad en Guatemala (CICIG).
Paz Mejía dijo que quería morir con la consciencia tranquila y que por eso pidió la audiencia con dos años de anterioridad, enfatizando que fue presionado por el MP y la CICIG.
La Corte de Constitucionalidad había ordenado que Paz Mejía declarara hace dos años, "pero una serie de acciones legales interrumpieron el proceso." Quiso declarar hace dos años porque el MP y la CICIG no cumplieron con su parte del trato.
También en 2013 Jesús Manuel Cardona Medína, alias Memín, se retractó en un video de sus declaraciones previas en las que acusó a los hermanos Valdés Paiz. En un video publicado en el sitio YouTube, declaró en que había sido presionado por miembros del Ministerio Público y la CICIG para que acusara a los hermanos Valdés Paiz. De acuerdo a Cardona Medida, le dijeron que él y los hermanos Valdés Paiz estarían en la cárcel únicamente tres meses, que ellos estaban de acuerdo, y que tenían que proteger al gobierno actual; también acusó a Rubén Herrera, Fiscal del Ministerio Público, de haberle enseñado fotos y nombres completos de los hermanos Valdés para poder acusarlos. De acuerdo a las declaraciones de Cardona Medina, él habría estado recluido en una cárcel de máxima seguridad, totalmente aislado, sin poder comunicarse con nadie durante casi tres años ni ver la luz del día precisamente por su renuencia a seguir colaborando en lo que llamó un show. Cardona Medina ya había perdido la calidad de colaborador eficaz en 2010 por negarse a seguir colaborando con la CICIG y surgieron dudas acerca de la veracidad de lo dicho por Cardona Medina en 2013 ya que él fue el mismo que anteriormente se negó a admitir por mucho tiempo que les habían pagado más que cincuenta mil quetzales y el que se negó a «pedir perdón» por el asesinato porque pensaba que eliminar a un extorsionista no era algo que necesitaba perdón.

### Autores intelectuales quedan en libertad pendientes de juicio
En agosto de 2013, un juez guatemalteco ordenó libertad para los hermanos José Estuardo y Francisco José Valdés Paiz, quienes ya habían cumplido tres años en prisión; el juez Oscar Sagastume ordenó que los hermanos Valdés Paiz fueran juzgados por el asesinato de Rosenberg. Diego Moreno Botrán y Nicolaid Rodolfo Ibarra Figueredo, también señalados en el delito, fueron enviados a juicio por el mismo caso pero por delitos menores.
David Pineda abogado defensor de Ibarra Figueredo, explicó que los procesados quedaron con prohibición de salir del país y vigilancia permanente de la Policía Nacional Civil. Diego Álvarez, vocero de la comisión de la ONU, dijo que no apelaron la decisión de dejarlos en libertad porque es algo que estaba previsto. La Comisión de la ONU y el Ministerio Público presentaron 122 medios de prueba entre pruebas balísticas, análisis de comunicaciones telefónicas, grabaciones en video y testimonios contra los hermanos Valdés Paiz, acusándolos de homicidio en grado de complicidad. Los acusados obtuvieron su libertad luego de pagar una fianza de un millón de quetzales.

## Casos de corrupción vinculados a Gustavo Alejos en 2015
En 16 de julio de 2015, la CICIG —ahora dirigida por el fiscal colombiano Iván Velásquez— presentó su reporte de financiamiento de partidos políticos en Guatemala e indicó que una forma de financimiento era el apoyo de los grupos élites en aportes monetarios o contribuciones que van desde el financiamiento de actividades del partido hasta el apoyo logístico para el transporte de candidatos.  Estos grupos han mantenido influencia en el Ejecutivo y en el Legislativo a cambio de estos aportes, que constituyen ilícitos porque no son reportados al Tribunal Supremo Electoral;  las razones para ocultar estos aportes son:  (a) no existe una cultura de transparencia en las donaciones políticas y los empresarios prefieren que sus nombres no aparezcan vinculados con proyectos políticos particulares, (b) en muchas ocasiones se apoya a varios candidatos en una misma contienda electoral, y (c) para el partido es mejor no declarar los recursos recibidos y así poder manejarlos a discreción.
La CICIG pudo identificar tres formas de financiamiento de las élites empresariales a los partidos políticos, entre ellas la figura del recaudador, quien es una persona que recibe aportes para campañas electorales sin reportarlos al TSE ni a la contabilidad de los partidos y ya en el gobierno favorecen a los financistas. Los recaudadores actúan en los diferentes niveles de la competencia política y movilizan fondos de proveedores del Estado, donantes que prefieren mantener el anonimato y estructuras criminales.  En las campañas presidenciales actúan independientemente de los partidos movilizando recursos directamente para el candidato presidencial.
Durante el gobierno de Álvaro Colom, Gustavo Alejos como secretario privado de la presidencia, logró una importante influencia política y convertirse en facilitador de negocios propios y ajenos, tal y como aseguraba Rosenberg su video.  Había sido financista y operador de Colom durante las campañas de 2003 y 2007 e influyó en el nombramiento y destitución de funcionarios. Durante este período, las empresas vinculadas con é fueron beneficiadas por contratos públicos y su hermano y padre fueron nominados como candidatos a diputados por la UNE.
El 27 de octubre de 2015, el Ministerio Público y la CICIG allanaron varias propiedades de Gustavo Alejos Cámbara y capturó a más de diez personas que lo habrían ayudado en actividades de ventas irregulares de medicinas al Estado de Guatemala y especialmente al Instituto Guatemalteco de Seguridad Social. De acuerdo a los documentos presentados por la CICIG y el MP, la red dirigida por Alejos Cámbara habría funcionado de esta forma:
- Algunos proveedores acuden a los operadores para procurar la venta de su producto o servicio al IGSS, y los operadores se dirigían a los funcionarios periféricos para incentivar o promover el consumo de ese producto en el IGSS.
- Los operadores también acudían a funcionarios centrales para manipular el proceso de adquisición.  Hay proveedores que también se dirigen directamente a los funcionarios centrales.
- La actividad irregular se llevaba a cabo de comisiones porcentuales pagadas por el proveedor que eran compartidas entre los funcionales centrales y periféricos.[47]

## La guerra del café: la conexión Rosenberg
En 2014 el Grupo Octubre encargó un documental que se presentó en Buenos Aires al cumplirse los 6 años de la muerte de Rosenberg. Fue presentado por el exfiscal de Corte Penal Internacional de La Haya, Luis Moreno Ocampo, con amplia repercusión en Argentina y el exterior.
La Guerra del Café fue rodada en Guatemala, Costa Rica y Argentina; recoge testimonios de la mayoría de los protagonistas, cronistas, politólogos y otros actores de esta historia. La dirección del documental es del periodista, Oscar Feito, con guion de Omar Quiroga, y entrevistas de Rafael Saralegui.
La producción tiene ochenta minutos de duración ha sido inscrito en más de veinte festivales en todo el mundo y será exhibido siempre en ámbitos específicos, vinculados a la política y los derechos humanos. La Guerra del Café corre el velo sobre la preparación de un golpe de Estado a un gobierno democrático enlazando personajes vinculados a la Guerra Civil de Guatemala que azotó al país durante treinta y seis años, grupos del crimen organizado paralelos al Estado, Inteligencia de alcance regional, una persistente versión de la Guerra Fría,  la rancia oligarquía local y el controvertido rol de los investigadores de la CICIG y de la Justicia guatemalteca.
El trabajo –en la visión de los realizadores– aborda la lucha de poder entre el sector emergente de la economía y las familias tradicionales en un país donde el 5% de la población es dueño del 80% de la tierra con el telón de la actividad de las cooperativas de productores de café.